# لوچانو مولیناری
لوچانو مولیناری (ایتالیایی: Luciano Molinari؛ ۱۳ دسامبر ۱۸۸۰ – ۲۷ ژوئیه ۱۹۴۰) بازیگر اهل پادشاهی ایتالیا بود.
از فیلم‌هایی که وی در آن‌ها نقش داشته‌است، می‌توان به سه احمق خوش‌شانس، در لباس دلقک و بوسهٔ چیرانو  اشاره نمود.